# Miodrag Džudović
Miodrag Džudović (in serbo Миодраг Џудовић?; Plav, 6 settembre 1979) è un allenatore di calcio ed ex calciatore montenegrino e precedentemente jugoslavo, fino alla definitiva conclusione dell'esperienza federativa della Jugoslavia avvenuta nel 2003, nonché serbo-montenegrino, fino alla scissione della Serbia e Montenegro in due stati indipendenti occorsa nel 2006.

## Carriera
Ha giocato nel ruolo di difensore tra le file dello Spartak-Nal'čik e della nazionale montenegrina.